# 穴水ショッピングセンターパルス
穴水ショッピングセンターパルス（あなみずショッピングセンターパルス）は、石川県鳳至郡穴水町此木にあるショッピングセンターである。
能越自動車道・のと里山海道の穴水IC付近に位置し、一つの大きな商業地区を形成している。大型駐車場を備えた奥能登地区最大のショッピングゾーンとして、穴水町だけでなく輪島市、能登町、七尾市など周辺市町からも多くの買い物客が訪れる。このうち全国チェーンの店舗の多くが石川県最北端の店舗にあたる。

## 主な店舗
- コメリ（ホームセンター）
- どんたく（総合食料品）
- 100満ボルト（家電量販店）
- ムービータイム（ソフト販売・レンタル）
- ファッションセンターしまむら（衣料品）
- ココス（ファミリーレストラン）

パルスとは別に道路を隔てた周辺にも店舗がある。
- 8番ラーメン
- 八幡のすしべん
- auショップ
- NTTドコモ#ドコモショップドコモショップ（携帯電話）
- 酒のキング
- JAのと農産物直売所
- JA-SS
- まぐろや（回転寿司）

## 周辺施設
- 穴水消防署

## 交通アクセス
車
- 七尾方面より

のと里山海道・能越自動車道の穴水ICからすぐ。
- 輪島・珠洲方面より

能越自動車道を利用の場合は穴水ICからすぐ。または珠洲道路でのと里山空港IC交差点から石川県道303号柏木穴水線で此木方面へ。
- 門前方面より

石川県道7号穴水門前線小又交差点から石川県道1号七尾輪島線で穴水IC方面へ。
バス
- のと鉄道穴水駅より北鉄奥能登バス輪島、門前、唐川方面行き利用。「穴水此の木」バス停下車すぐ。
- 北鉄奥能登バス特急バス「穴水此の木」バス停下車すぐ。